# 김포한강8로
김포한강8로(Gimpohangang 8-ro)는 경기도 김포시 마산동 구래골입구 교차로 에서 구래동 나비마을사거리 를 잇는 도로이다.

## 주요 경유지
경기도
- 김포시 (구래동 . 마산동)

## 노선
| 이름              | 접속 노선                      | 소재지 | 소재지 | 비고 |
| ----------------- | ------------------------------ | ------ | ------ | ---- |
| 구래골입구 교차로 | 김포한강10로                   | 김포시 | 마산동 |      |
| 마산역사거리      | 김포한강3로                    | 김포시 | 마산동 |      |
| 가마지천3교       |                                | 김포시 | 마산동 |      |
|                   | 구래동                         | 김포시 |        |      |
| 구래역사거리      | 지방도 제355호선 (김포한강7로) | 김포시 |        |      |
| 나비마을삼거리    | 김포한강10로                   | 김포시 |        |      |

## 주요 건물 및 시설
- 세븐일레븐 김포블루힐점 (김포한강8로 15/마산동 637-3)
- GS25 센트럴블루힐점 (김포한강8로 15/마산동 637-3)
- CU 김포동일2단지점 (김포한강8로 127/마산동 672-1)
- 이마트에브리데이 김포양곡점 (김포한강8로 161/마산동 649-1)
- 맘스터치 김포마산점 (김포한강8로 166/마산동 646-3)
- 김포마산파출소 (김포한강8로 176/마산동 647-12)
- 마산119지역센터 (김포한강8로 196/마산동 643-1)
- KB국민은행 김포한강지점 (김포한강8로 378/구래동 6885-3)
- 새마을금고 김포새마을금고 구래지점 (김포한강8로 382/구래동 6885-2)
- 이디야 김포구래점 (김포한강8로 378/구래동 6885-3)
- 베스킨라빈스 김포한강점 (김포한강8로 382/구래동 6885-2)
- CU 구래센트럴점 (김포한강8로 386/구래동 6885-1)
- 아성다이소 김포구래점 (김포한강8로 396/구래동 6884-7)
- 세븐일레븐 구랴스타점 (김포한강8로 410/구래동 6884-3)